# Dusona meridionator
Dusona meridionator là một loài tò vò trong họ Ichneumonidae.